# Simulamerelina bermudensis
Simulamerelina bermudensis is een slakkensoort uit de familie van de drijfhorens (Rissoidae). De wetenschappelijke naam van de soort werd, als Alvania bermudensis, in 1987 voor het eerst geldig gepubliceerd door Marien J. Faber en Robert Moolenbeek. Deze zeeslakkensoort komt voor in de Atlantische Oceaan bij Bermuda.